# Kəmərli
Kəmərli è un comune dell'Azerbaigian situato nel distretto di Qazax.